# Разъезд 366 км
Разъезд 366 км — разъезд в Улытауской области Казахстана. Находится в подчинении городской администрации Жезказгана. Входит в состав Кенгирского сельского округа. Код КАТО — 351839580.

## Население
В 1999 году население разъезда составляло 46 человек (30 мужчин и 16 женщин). По данным переписи 2009 года, в разъезде проживали 32 человека (15 мужчин и 17 женщин).